# Los Angeles Jets 1961-1962
La stagione 1961-62 dei Los Angeles Jets fu la 1ª e unica nella ABL per la franchigia.
I Los Angeles Jets fallirono il 10 gennaio 1962 mentre avevano un record di 24-15. Vennero classificati al quarto posto della Western Division.

## Roster
| N° | Naz.                   | Ruolo | Sportivo       | Anno | Alt. | Peso |
| -- | ---------------------- | ----- | -------------- | ---- | ---- | ---- |
|    | Stati Uniti (bandiera) | A     | Larry Beck     |      | 191  | 88   |
|    | Stati Uniti (bandiera) | G     | Bobby Blue     |      | 180  | 77   |
|    | Stati Uniti (bandiera) | C     | George Finley  | 1937 | 216  | 115  |
|    | Stati Uniti (bandiera) | GA    | Larry Friend   | 1935 | 193  | 84   |
|    | Stati Uniti (bandiera) | G     | Charlie Hadden | 1933 | 180  | 79   |
|    | Stati Uniti (bandiera) | G     | Hal Lear       | 1935 | 180  | 74   |
|    | Stati Uniti (bandiera) | AC    | Jim Palmer     | 1933 | 203  | 102  |
|    | Stati Uniti (bandiera) | A     | Jim Powell     |      | 193  | 88   |
|    | Stati Uniti (bandiera) | G     | Bill Sharman   | 1926 | 185  | 79   |
|    | Stati Uniti (bandiera) | A     | Dan Swartz     | 1931 | 193  | 95   |
|    | Stati Uniti (bandiera) | AC    | Hank Whitney   | 1939 | 201  | 104  |
|    | Stati Uniti (bandiera) | GA    | George Yardley | 1928 | 196  | 86   |

## Staff tecnico
- Allenatore: Bill Sharman